# دنزل واشنطن
دنزل هايس واشنطن جونيور (بالإنجليزية: Denzel Hayes Washington Jr) (مواليد 28 ديسمبر 1954) هو ممثل، ومنتج، ومخرج أمريكي. هو أحد الممثلين الكبار في هوليوود ويُعد كذلك من الممثلين الجادين في لهجتهم، ومع ذلك، تُكمن لديه الموهبة والانسجام في كافة أدواره المليئة بالدراما، والأكشن، والكوميديا. خلال مسيرة فنية امتدت لأكثر من 4 عقود، تلقي واشنطن العديد من الجوائز، منها جائزة توني، وجائزتان أوسكار، وثلاث جوائز غولدن غلوب، وجائزتان دب فضي. كُرِّمَ بجائزة سيسيل بي دوميل للإنجاز مدى الحياة في 2016، وجائزة إنجاز العمر لمعهد الفيلم الأمريكي في 2017، وفي 2020 اطلقت عليه نيويورك تايمز لقب أفضل ممثل بالقرن 21. في 2022، تسلم واشنطن وسام الحرية الرئاسي.
بعدما تدرب في مسرح الكونسرفاتوار الأمريكي، بدأ واشنطن حياته الفنية علي المسرح، ومثل في عروض خارج برودواي. برز لأول مرة في مسلسل إن بي سي الدرامي الطبي سانت إليساوير (1982–1988)، وفي الفيلم الحربي قصة جندي (1984). فاز واشنطن بجائزتان أوسكار كأفضل ممثل مُساعد لدوره كجندي بالحرب الأهلية الأمريكية في فيلم المجد (1989) وكأفضل ممثل للعبه دور شرطي فاسد في فيلم يوم التدريب (2001). أدواره الأخري المُرشحة للأوسكار هي صرخة الحرية (1987)، ومالكوم إكس (1992)، والإعصار (1999)، ورحلة طيران (2012)، وأسوار (2015)، والمُبجل رومان جي إسرائيل (2017)، ومأساة مكبث (2021).
أسس نفسه كرجل رئيسي مع أدوار البطولة في أفضل أغاني البلوز لمو (1990)، وميسيسيبي ماسالا (1991)، وفيلادلفيا (1993)، والشجاعة تحت النار (1996)، وتذكر الجبابرة (2000)، ورجل على النار (2004)، وإنسايد مان (2006)، ورجل عصابة أمريكي (2007). أخرج واشنطن ولعب البطولة في الأفلام أنتون فيشر (2002)، والمناظرون العظماء (2007)، وأسوار (2015).
قدم واشنطن أولي تجاربه علي مسرح برودواي في كش ملك (1988). فاز بجائزة توني لأفضل ممثل في مسرحية للعبه دور البطولة في إحياء برودواي لمسرحية أوغست ويلسون أسوار في 2010. أخرج، وأنتج، ولعب البطولة في الفيلم المُقتبس لاحقًا في 2016. عاد واشنطن منذ ذلك الحين إلي برودواي في إحياء لمسرحية لورين هانزبيري زبيبة في الشمس (2014) وإحياء لمسرحية أوجين أونيل عودة رجل الثلج (2018).

## النشأة وتعليمه
ولد دنزل هايز واشنطن جونيور في ماونت فيرنون، مدينة نيويورك، في 28 ديسمبر 1954. هو متوسط إخوته، فلديه أخت أكبر منه وأخ أصغر منه. كانت أمه، لينس "ليني"، صاحبة صالون تجميل والعاملة فيه. ولدت في ولاية جورجيا ونشأت جزئيًا في هارلم، نيويورك. كان والده، دينزل هايز واشنطن الأب، وهو مواطن من مقاطعة باكينغهام، ولاية فرجينيا، كاهنًا من الكنيسة الخمسينية، والذي كان أيضًا موظفًا في إدارة المياه بمدينة نيويورك، وعمل في متجر إس كلاين المحلي. سُمي والده بهذا الاسم "دينزيل" تيمنًا باسم الدكتور المسؤول عن والدته.
أكمل دينزيل واشنطن دراسة المرحلة الابتدائية في مدرسة بينينجتون جرايمز الابتدائية بماونت فيرمونت عام 1968. وقد كان دينزيل في صغره غير راضٍ أبدًا على شكله وكان يعتقد أنه بشع المنظر؛ وقد كان يلبس قبعة لتغطية جبهته. دينزيل كان طفلًا جادًا وذكيًا وما جعله كذلك هو محيطه الاجتماعي، حيث كان يتعلم من والديه خاصةً أن كل واحد منهما له يعمل بمجال مختلف عن الآخر. بالإضافة مجتمعه فرض عليه بأن يعتمد على نفسه حيث عمل في صالون للحلاقة ومحل للتجميل وهو في عمر 11 عامًا. وقد كان عضو في نادي الصبية وكان داعما لنيلسون مانديلا.
عندما بلغ 14 انفصل والداه؛ فأرسلته والدته إلى مدرسة متوسطة خاصة وهي أكاديمية أوكلاند العسكرية في نيو ويندسور بولاية نيويورك. وقد غيرت هذه المدرسة حياته حسب قوله، حيث قال: "غيرت حياتي لأني لم أكن سأنجو إذا سلكت الطريق ذاك الطريق، الأشخاس الذين كنت أخرج معهم قد قضوا ما يقارب الـ 40 عامًا في السجن، لقد كانوا أصدقاء جيدين لكن الشارع هو فعل ذلك بهم). بعد أوكلاند درس دينزيل في مدرسة ماينلاند الثانوية وهي مدرسة عامة في شاطئ دايتونا بولاية فلوريدا، وقد أكمل فيها دراسته للمرحلة الثانوية بين عامي 1970 و 1971.
قبل الدخول إلى الجامعة كان ينوي أن يدرس الطب ولكنه أخيرًا قرر دراسة الصحافة وقد حصل على شهادة جامعية في الصحافة من جامعة فوردهام في عام 1977. في الجامعة اكتشف دينزيل موهبته في التمثيل، وقد لعب دينزيل لفريق كرة السلة في الجامعة تحت قيادة المدرب كارلسيمو. قبل دخوله إلى الجامعة عمل دينزيل مستشارًا في مخيم صيفي.
وتقديرًا للمجهود الذي بذله دينزيل في دراسته، حصل على منحة إلى مسرح المعهد الموسيقي الأمريكي في سان فرانسيسكو، ودرس هناك لمدة عام واحد، بعد ذلك انتقل إلى نيويورك.

## السيرة المهنية

### بدايته
قضى دينزيل عام 1976 في مدينة سان ماريز بولاية ماريلاند في مسرح Summer stock. بعد ذلك صور إعلان لشركة Fruit of the Loom، بعد التخرج بدأ دينزيل مسيرته كممثل محترف، وصور أول فيلم له وهو الفيلم التلفزيوني Wilma في عام 1977، ثم شارك في فيلم Carbon Copy في عام 1981 وهو أول فيلم سينمائي شارك بالتمثيل فيه، وشارك في فيلم A Soldier's Play في عام 1981 والذي عرض في عام 1984.
مع بداية شهرته اختير ليكون واحد من أبطال المسلسل الطبي الدرامي St. Elsewhere الذي عرض من عام 1982 إلى عام 1988 على قناة NBC، وكان واحد من قلة من الممثلين السود الذين مثلوا في مسلسلات استمرت لمدة طويلة.في هذه الفترة مثل في عدة أفلام هي: A Soldier's Storyعام 1984 و Hard Lessons في عام 1986 و Power 1986 وشارك أيضًا في بعض الأفلام التلفزيونية.
في عام 1987 مثل في فيلم Cry Freedom كسياسي جنوب أفريقي وقد ترشح لدوره هذا لجائزة أوسكار. في عام 1989 فاز دينزيل بأول جائزة أوسكار وذلك لدوره في فيلم Glory وفي نفس العام ظهر في فيلم The Mighty Quinn، وأيضًا أدى دور الجندي البريطاني في For Queen and Country.
في سنة 1982 بدأ التمثيل في المسلسل التلفزيوني سانت السافور (St. Elsewhere) حيث لعب دور الدكتور فيليب تشاندلر وبدأ منتجو هوليوود بتسليط الضوء عليه مما أظهر نجوميته. وفي سنة 1987 لعب دور المناضل الجنوب أفريقي ستيف بيكو في الفيلم السينمائي (دموع حرية ريتشارد أتنبورو)، وهذا الدور أكد نجوميته حتى إنه ترشح لـجائزة أفضل ممثل مساعد في مهرجان الأوسكار، بعد ذلك بسنتين تلقى دنزل واشنطن جائزة أفضل ممثل مساعد في مهرجان الأوسكار عن دوره في فيلم الدراما المجد عام 1989.

### في التسعينات
في عام 1991 أدى دينزيل دور Bleek Gilliam في Mo' Better Blues للمخرج سبايك لي. في عام 1992 أدى دور Demetrius Williams في الفيلم الرومانسي الدرامي Mississippi Masala. بعد ذلك اتفق مع المخرج لي على التمثيل في فيلم مالكوم إكس والذي منحه الفرصة الثانية للترشيح لجائزة الأوسكار لأفضل ممثل. ويجسد في هذا الفيلم دور المناضل الأمريكي الأسود مالكولم إكس الذي اعتنق الإسلام، ونادى مثل غيره من السود بتحسين أوضاع السود وإلغاء نظام الفصل والتمييز العنصري في الولايات المتحدة الأمريكية.
في عام 1993 مثل مع الرائع توم هانكس في فيلم Philadelphia وقد أدى دور محامي لرجل مثلي مصاب بالإيدز. بعد ذلك في عام 1993 مثل في فيلمين الأول هو فيلم الإثارة The Pelican Brief مع جوليا روبرتس، الفيلم الثاني هو فيلم الكوميديا Much Ado About Nothing في عام 1995 مثل في فيلم واحد هو فيلم الإثارة Crimson Tide، وفي عام 1996 مثل في الفيلم الرومانسي الدرامي The Preacher's Wife.
في عام 1998 تألق دنزل في فيلم He Got Game للمخرج سبايك لي وهو ثالث تعاون له مع المخرج، وبنفس السنة أَدَّى بطولة فيلم الحصار الذي يعده البعض اسوأ فيلم أمريكي مسيء للإسلام. وفي عام 1999 لعب دور المحقق العبقري المصاب بالشلل في فيلم (جامع العظم) إلى جانب أنجلينا جولي، حيث يقومان بملاحقة قاتل محترف.
أيضا في عام 1999 شارك ببطولة فيلم الإعصار، وهو كذلك تجسيد لقصة حقيقية، قصة الملاكم الأمريكي الأسود وبطل العالم في الحجم المتوسط في الملاكمة روبن كارتر وقد حقق الفيلم أعلى الإيرادات وعليه تلقى دنزل واشنطن جوائز كثيرة من أهمها جائزة غولدن غلوب ويعتبر أول ممثل أسود يفوز بالجائزة من 36 عاماَ. ورشح لمرة جديدة لجائزة الأوسكار لأفضل ممثل.

### مابعد 2000
في عام 2000 ظهر دينزيل في فيلم Remember the Titans وهو فيلم من إنتاج شركة ديزني وقد حقق أرباح تقدر بـ 100 مليون دولار في البوكس أوفيس. في عام 2001 فاز بجائزة أوسكار لدوره في فيلم يوم التدريب. حيث أدى شخصية المحقق Alonzo Harris وهو محقق فاسد في مكافحة المخدرات بلوس أنجلوس. ليكون بذلك ثاني ممثل من أصول أفريقية في تاريخ السينما يفوز بأوسكار أفضل ممثل رئيسي بعد سيدني بواتييه.
في عام 2002 ظهر دينزيل في فيلم John Q. وقد حقق أرباح كبيرة في البوكس أوفيس، بعد ذلك ظهر في فيلم Antwone Fisher، حيث مثل في الفيلم وأخرجه في نفس الوقت وهي أول تجربة لدينزيل واشنطن في الإخراج. بين عامي 2003 و 2004 دينزيل ظهر في ثلاث أفلام أكشن وتشويق هي Out of Time و Man on Fire و The Manchurian Candidate. في عام 2006 ظهر في فيلم من إخراج المخرج Spike Lee وهو الفيلم الرائع Inside Man وقد شاركت في الفيلم الممثلة Jodie Foster والممثل Clive Owen، وفي نفس العام ظهر دينزيل في فيلم الخيال العلمي Déjà Vu.
في عام 2007 عمل مع Russell Crowe للمرة الثانية بعد ان مثلا سوية في Virtuosity بعام 1995 طبعًا الفيلم هو American Gangster وقد أدى دينزيل دور تاجر المخدرات في السبعينيات فرانك لوكاس. في نفس العام دينزيل مثل وأخرج في The Great Debaters وقد شارك معه الممثل Forest Whitaker. في عام 2009 ظهر واشنطن في The Taking of Pelham 1 2 3 وهو إعادة إنتاج لـ The Taking of Pelham One Two Three الذي عرض في عام 1974 الفيلم يحكي قصة احتجاز رهائن في أحد قطارات نيويورك من قبل أحد العصابات ويؤدي دور قائد العصابة الممثل John Travolta.
في فبراير 2009 دينزيل بدأ بتصوير The Book of Eli، الذي عرض في 2010، وفي نفس العام ظهر في Unstoppable والذي تدور أحداثه في قطار يخرج عن مساره وهو مليء بمواد كيميائية سامة، مخرج الفيم هو Tony Scott وقد عمل مع دينزيل في 4 أفلام أخرى هي Crimson Tide و Man on Fire و Déjà Vu و The Taking of Pelham 1 2 3. وفي عام 2012 دينزيل مثل مع Ryan Reynolds في فيلم الإثارة والأكشن Safe House.

## حياته الشخصية
زوجته بوليتا بيرسون واشنطن هي ممثلة التقى بها دنزل واشنطن أثناء تصوير الفيلم التلفزيوني Wilma في 25 من يونيو عام 1983 وأنجبوا أربعة أبناء. أكبر ابنائه وهو John David الذي ولد عام 1984 . وقد وقع عقد مع فريق كرة القدم الأمريكية St. Louis Rams في مايو 2006 ويلعب حاليًا مع فريق Sacramento Mountain Lions، مولوده الثاني فتاه سماها كيتي ولدت عام 1987 وقد تخرجت من جامعة Yale ببكالاريوس في الآداب. بعدها رزق بالتوأم اوليفيا ومالكوم ولدوا في عام 1991 , وقد سمى دينزيل ابنه مالكوم بهذا الاسم احترامًا وتقديرًا لمالكوم اكس. والد دنزل كان يعمل في وزارة الزراعة بينما امه كانت تعمل في صالون تجميل. دنزل واشنطن رجل متدين ويحاول ان يكون واعض، وفي عام 1995 تبرع دينزيل بمبلغ مليونين ونصف المليون لبناء كنيسة في لوس انجلوس. الرياضة المفضلة لديه هي البيسبول، وهو مشجع لفريق نيويورك (يانكيز)ولديه صداقات كثيرة مع شخصيات رياضية كبيرة.
دنزل واشنطن يحب القراءة ولكنه لا يقرأ الكثير من الكتب وذلك لكثرة انشغاله، يحب أغاني الجاز ويحب أيضًا الأغاني الدينية المسيحية.
احتفل الممثل دنزل واشنطن بحفل ممطر بعد ظهر يوم الأربعاء في منطقة هيل في بيتسبيرغ، وذلك بمناسبة بدء أعمال التجديد في دار الطفولة للكاتب المسرحي أوغست ويلسون.

## العودة إلى المسرح
في صيف عام 1990، ظهر واشنطن في دور البطولة في مسرحية ريتشارد الثالث لشكسبير من إنتاج المسرح العام. في عام 2005، ظهر على خشبة المسرح مجددًا بشخصية ماركوس بروتوس في مسرحية يوليوس قيصر من إنتاج برودواي. على الرغم من الآراء المتباينة، جنى الإنتاج المحدود مبيعات مستمرة. في ربيع عام 2010، لعب واشنطن دور تروي ماكسون، مع فيولا ديفيس، في إحياء مسرحية فينسس (الأسوار) لأوغست ويلسون في برودواي، ونال عنها جائزة توني لأفضل ممثل في مسرحية في 13 يونيو 2010.
من أبريل إلى يونيو 2014، لعب واشنطن الدور الرئيسي في المسرحية الدرامية الكلاسيكية أ ريزين إن ذا سن للورين هانزبيري من إنتاج برودواي، والتي أخرجها كيني ليون. نال العرض آراء إيجابية وفاز بجائزة توني عام 2014 لأفضل إحياء لمسرحية.
ابتداءً من 22 مارس 2018، لعب واشنطن دور البطولة بشخصية ثيودور «هيكي» هيكمان في إحياء برودواي مسرحية ذا آيسمان كومث من كتابة يوجين أونيل. بدأ هذا العمل الذي أخرجه جورج سي. وولف، بعروض منتظمة في 26 أبريل واستمر لمدة 14 أسبوعًا.

## عام 2010
في عام 2010، لعب واشنطن دور البطولة في فيلم ذا بوك أوف إيلاي، وهو فيلم من خيال ما بعد نهاية العالم، تقع أحداثه في المستقبل القريب. أيضًا في عام 2010، لعب دور البطولة بشخصية مهندس خبير في مجال السكك الحديدية في فيلم الإثارة أنستاببل، الذي يدور حول قطار شحن فارّ غير مأهول، يبلغ طوله نصف ميل، ويحمل شحنة خطيرة. كان هذا الفيلم تعاونه الخامس والأخير مع المخرج توني سكون، بعد فيلم كريمسون تايد (1995)، مان أون فاير (2004)، ديجا فو (2006)، وذا تيكينغ أوف بيلهام 123 (2009).
في عام 2012، لعب واشنطن دور البطولة في فيلم فلايت، ورُشِّح عليه لجائزة أوسكار لأفضل ممثل. شارك في البطولة مع رايان رينولدز في فيلم سيف هاوس، إذ استعد لدوره عبر إخضاع نفسه لجلسة تعذيب تضمنت التزلج على الماء. في عام 2013، أدى واشنطن بطولة فيلم 2 غانز، مع الممثل مارك والبيرغ. في عام 2014، أدى بطولة فيلم ذا إيكوالايزر، وهو فيلم إثارة وتشويق من إخراج أنطوان فوكوا وكتابة ريتشارد وينك، بناءً على المسلسل التلفزيوني الذي يحمل نفس الاسم من بطولة إدوارد وودوارد. مثّلَ الدور مجددًا في أول تتمة له، ذا إيكوالايزر 2 (2018).
في عام 2016، لعب واشنطن دور البطولة في إعادة إنتاج الفيلم الغربي لعام 1960 الذي يحمل نفس الاسم «ذا ماغنيفيسنت سفن» مع كريس برات وإيثان هوك وفينسنت دونوفريو ولي بيونغ هون ومانويل جارسيا رولفو ومارتن سينسماير وهيلي بنيت وبيتر سارسجارد. بدأ التصوير الرئيسي في 18 مايو 2015، في شمال باتون روج في لويزيانا. عُرِض الفيلم لأول مرة في 8 سبتمبر في مهرجان تورنتو الدولي للأفلام 2016، ونُشِر في الولايات المتحدة في دُور العرض التقليدية ودور الآيماكس في 23 سبتمبر 2016.
في فيلم ذا ماغنفيسنت سفن، يلعب واشنطن دور سام تشيزولم («صياد الجوائز»)، وهو ضابط اعتقال مرخص من ويتشيتا، كنساس. أُعيدت تسمية شخصيته من كريس آدمز (التي مثلها يول براينر في الفيلم الأصلي) إلى سام تشيزولم. ويعدّ أول فيلم غربي مثله واشنطن. لم يشهد واشنطن ازدهار الأفلام الغربية، نظرًا لحلول نهاية العصر الغربي (الوسترن) في الأفلام. علاوة على ذلك، منع والده ذهابه هو وإخوته إلى السينما، إذ كان قسيسًا في الكنيسة. ترعرعوا وهم يشاهدون الأفلام الدينية بدلًا من ذلك، مثل كينغ أوف كينغز وذا تين كوماندمنتس، على الرغم من أنه صرح بأنه شاهد أجزاء من عرضي روهايد وبونانزا. لم يشاهد الفيلم الأصلي عند التحضير، لكنه شاهد فيلم سفن ساموراي. قال فوكوا إن واشنطن، الذي تعاون معه مرتين، كان خياره الأول بغض النظر عن الدور. شكك المنتجون فيما إذا كان سيقبل هذا الدور نظرًا لكونه فيلمًا غربيًا، لكن فوكوا توجه إلى مدينة نيويورك للتفاوض مع واشنطن، الذي قبل العرض.
في عام 2016، أخرج واشنطن فيلم فينسس، مشاركًا بطولة الفيلم مع فيولا ديفيس وبني الفيلم على أساس مسرحية ويلسون التي تحمل نفس الاسم، مع سيناريو من كتابة ويلسون. وقعت أحداث الفيلم في مدينة بيتسبيرغ في خمسينيات القرن العشرين، يؤدي واشنطن دور لاعب سابق في دوري الزنوج للبيسبول يعمل جامعًا للنفايات ويكافح من أجل إعالة أسرته والتصالح مع أحداث حياته. صدر الفيلم في 16 ديسمبر 2016 عن شركة باراماونت بيكتشرز. رُشِّح واشنطن عن أدائه في فئة أفضل ممثل لجائزة غولدن غلوب وجائزة الأوسكار. في عام 2017، لعب واشنطن دور البطولة في فيلم الدراما القانونية رومان جي إسرائيل. أثنى النقاد على أدائه وأدى ذلك إلى ترشيحات لجائزة غولدن غلوب وجائزة نقابة ممثلي الشاشة وجائزة الأوسكار، وهو ترشيح واشنطن التاسع للأوسكار بالمجموع، والسادس لأفضل ممثل.

## الجوائز والترشيحات
تلقى دنزل واشنطن الكثير من الترشيحات والجوائز السينمائية أهمها:

### الترشيحات لجائزة الأوسكار
- أفضل ممثل مساعد عام 1988 عن فيلم صرخة الحرية
- أفضل ممثل مساعد عام 1990 عن فيلم المجد (فيلم 1989) وفاز بها
- أفضل ممثل رئيسي عام 1993 عن فيلم مالكوم إكس
- أفضل ممثل رئيسي عام 2000 عن فيلم الإعصار (فيلم 1999)
- أفضل ممثل رئيسي عام 2002 عن فيلم يوم التدريب وفاز بها

### الترشيحات لجائزة الغولدن غلوب
- أفضل ممثل رئيسي عام 1988 عن فيلم صرخة الحرية
- أفضل ممثل مساعد عام 1990 عن فيلم المجد (فيلم 1989) وفاز بها
- أفضل ممثل رئيسي عام 1993 عن فيلم مالكوم إكس (فيلم)
- أفضل ممثل رئيسي عام 2000 عن فيلم الإعصار وفاز بها
- أفضل ممثل رئيسي عام 2002 عن فيلم يوم التدريب
- أفضل ممثل رئيسي عام 2008 عن فيلم عصابات أمريكية
- أفضل ممثل رئيسي عام 2016 عن فيلم أسوار (فيلم)

## إخراج
أخرج دنزل 3 أفلام وهي:
- 2002: أنتون فيشر
- 2007: المناظرون العظماء
- 2016: أسوار

## وصلات خارجية
- دنزل واشنطن على موقع IMDb (الإنجليزية)
- دنزل واشنطن على موقع ميتاكريتيك (الإنجليزية)
- دنزل واشنطن على موقع الموسوعة البريطانية (الإنجليزية)
- دنزل واشنطن على موقع روتن توميتوز (الإنجليزية)
- دنزل واشنطن على موقع مونزينجر (الألمانية)
- دنزل واشنطن على موقع ألو سيني (الفرنسية)
- دنزل واشنطن على موقع ميوزك برينز (الإنجليزية)
- دنزل واشنطن على موقع تيرنر كلاسيك موفيز (الإنجليزية)
- دنزل واشنطن على موقع أول موفي (الإنجليزية)
- دنزل واشنطن على موقع بوكس أوفيس موجو (الإنجليزية)
- من موقع IMDb.com
- من موقع tcmdb.com نسخة محفوظة 19 مايو 2008 على موقع واي باك مشين.
- من موقع ibdb.com
- من موقع people.com